# Musiktruhe

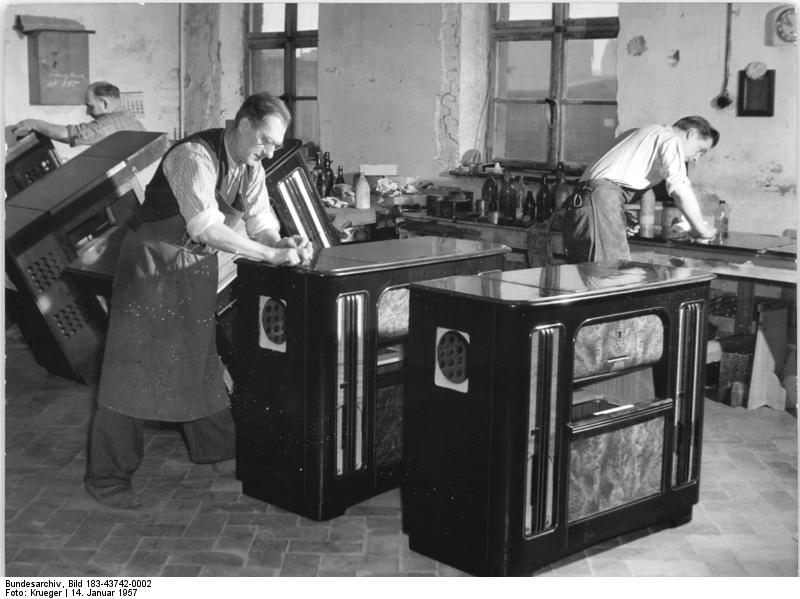
Tonmöbelfabrik Luckenwalde (1957)

Eine Musiktruhe, auch Musikschrank genannt, ist ein Möbelstück aus der Gruppe der sogenannten Tonmöbel. In diesem Möbel mit integrierten Lautsprechern waren verschiedene Geräte der Unterhaltungselektronik verbaut, zu Beginn in der Regel Radios und Plattenspieler, später auch Tonband- oder Fernsehgeräte.

## Begriff
Bei dem Begriff Musiktruhe handelt es sich um ein Kompositum, das aus den beiden Grundwörtern Musik und Truhe zusammengesetzt ist. Das Digitale Wörterbuch der deutschen Sprache (DWDS) stellt eine Verlaufskurve für die Verwendungshäufigkeit des Worts zur Verfügung, die 1946 beginnt, ihren Gipfel 1959 hat, danach bis etwa 1980 kontinuierlich absinkt und kurz vor der Jahrtausendwende zum Nullpunkt tendiert. Da für Musiktruhen verschiedene Begriffe verwendet wurden, die teils Gleiches, teilweise aber auch Unterschiedliches bezeichneten, versuchte sich Rainer Steinführ auf seiner Website an einer begrifflichen Unterscheidung der diversen Gerätegruppen, deren Namen „keine echten Typbeschreibungen waren“.

## Geschichte
Rainer Steinführ, in einem Deutschlandfunk-Podcast zum internationalen Tag des Radios gemeinsam mit seinen Mitstreitern als „Gedächtnis des Deutschen Rundfunks“ bezeichnet, betreibt die Website Wumpus Welt der Radios, auf dessen Startseite er mitteilt, dass der Rundfunk am 29. Oktober 2023 sein 100-jähriges Jubiläum feiern kann, wofür er eine virtuelle Gedenktafel entwarf. Steinführ, der rund 1.600 rundfunktechnische Exponate aus der Zeit von den Anfängen des Rundfunks bis in die Gegenwart in den Lagerräumen des Deutschen Rundfunkarchivs in Potsdam-Babelsberg betreut, berichtet in dem Podcast über die Anfänge des Rundfunks. Auf seiner Website widmet Steinführ eine gesonderte und reich bebilderte Unterseite den Musiktruhen. Von ihm ist zu erfahren, dass es „Tonmöbel in allen Varianten […] hauptsächlich in der Zeit der dreißiger bis Mitte der siebziger Jahre“ des 20. Jahrhunderts gab. Er hält sie optisch für den Höhepunkt der Rundfunk- bzw. Fernsehmöbel.
Mit Erfindung der Schellackplatte und des Grammophons konnten erste, individuell abspielbare Medien in einzelne Haushalte gebracht werden. Ab den 1920er-Jahren wurden die Abspielgeräte kleiner und waren in zeitgenössischen – z. B. im Art déco gehaltenen – Schränken untergebracht. In Deutschland wurden 1929 die ersten Musikschränke angeboten. Sie hatten „ein eingebautes Radioteil und einen elektrischen Plattenspieler“. Voraus gingen „Phonoschränke“ mit einem Plattenspieler und sogenannte „Tischradios“ – beides zwar Vorläufer, aber keine Musiktruhen. Für die 1929 und 1930 gebauten Musiktruhen listet Steinführ auf seiner Website die einzelnen Geräte auf und gibt die Namen der Hersteller, das Modell, seine Eigenschaften und den Preis in Reichsmark an.

„Waren Tonmöbel bis 1945 noch echte Luxusgeräte, bildete sich ab Anfang der fünfziger Jahre des vorigen Jahrhunderts langsam eine eigenständige Gerätegruppe der Tonmöbel heraus, die zunehmend auch im mittelpreisigen und preisgünstigen Segment Fuß fassen konnte.“

Tonmöbel wurden mit der Zeit vielfältiger und dementsprechend mit verschiedenen Begriffen bezeichnet. Nach dem Zweiten Weltkrieg gab es reine Tonmöbel-Firmen, die Fremdgeräte in ihre Möbel einbauten, andere begannen auch eigene Elektronik-Komponenten zu verwenden. Die Auflistung von Tonmöbel-Anbietern verzeichnet über 50 Firmen (Stand: 2023), wobei Radio-Fernseh-Kombinationen nicht nur als Musikschrank oder -truhe, sondern auch als „Luxustruhe“ bezeichnet wurden. Der Begriff bezog sich hierbei häufig auch auf die „besonders komfortable“ Ausstattung des Gerätes, so zum Beispiel auf die Verwendung eines teueren Furniers, eine Bauweise zur Minimierung des Nachhalls, Anschlüsse für externe Lautsprecher, oder eine Fernbedienung. Eine verlässliche „Qualitätszuordnung“ seitens der Hersteller sei mit diesen Bezeichnungen jedoch nicht verbunden gewesen, so Steinführ.
Ab Ende der 1960er kamen die ersten modernen Stereoanlagen mit getrennt aufstellbaren Lautsprechern auf den Markt, welche die Musiktruhe immer mehr verdrängten. Spätestens mit dem Aufkommen von HiFi-Türmen aus Einzelkomponenten bzw. als Kompaktanlage endete die Ära der Musiktruhe endgültig.
Die Printmedien berichteten seinerzeit mehrfach über Musiktruhen. Beispielsweise schrieb die Wochenzeitung Die Zeit im November 1956: „Seit 1954 hat die Musiktruhe ihren Marktanteil ständig verbessern können.“ Im August 1957 hieß es in derselben Zeitung: „Ob die guten Verkäufe von Musiktruhen anhalten werden, ist eine der großen Fragen.“
In seinem historischen Abriss unter dem Titel Vom Detektor bis zur Musiktruhe beschrieb Hans-Gerhard Maiwald die Entwicklung unter Hinweis auf die Vorteile, aber auch die Kosten von Musiktruhen:
Über die professionelle Herstellung hinaus gab es – insbesondere in den ersten Nachkriegsjahren – Musiktruhen, die von unbekannt gebliebenen Konstrukteuren als Eigenbau in Heimarbeit hergestellt wurden.

## Ausstattung
Die Ausstattung der Musiktruhen variierte in Abhängigkeit vom Entwicklungsstand, dem Hersteller und dem Preissegment. Rainer Steinführ spricht in diesem Zusammenhang von „Aufrüstung der Tonmöbel“.
Musiktruhen verfügten über einen Stromanschluss. Ein Batteriebetrieb war wegen des relativ großen Stromverbrauchs nicht vorgesehen. Für einen Radio- bzw. Fernsehempfang wurde eine entsprechende Antenne benötigt.
Meistens wurden gute Lautsprecher, mitunter bis zu zehn − sogenannte Hochtöner, Mittel- und Tieftöner – verbaut. Mit der Zeit wurde laut Steinführ „die Qualität der Tonmöbel nach der Zahl der Lautsprecher bemessen“. Anfangs hatten Musiktruhen nur einen Lautsprecher, später mehrere, wobei es Mono-Musiktruhen mit 4–5 Lautsprechern gab, während Stereogeräte mit 8–10 Lautsprechern ausgerüstet waren. Mit dem Aufkommen des Raumklanges wurden auch seitlich angebrachte Hochtöner verbaut.
Zunächst sind Röhrengeräte, später Transistorgeräte mit besserer Leistung verwendet worden. Die Lautsprecher hatten wegen der halboffenen Bauweise und dem Holz als Klangkörper einen guten Wirkungsgrad, so dass 5–15 Watt genügten, um auch größere Räume zu beschallen. Vereinzelt wurde auch die Elektronenröhre EL34 verwendet, die eine Niederfrequenz-Leistung von ca. 25 Watt aufwies. Bei Geräten aus dem höheren Preissegment wurden die Niederfrequenz-Endstufen der Radios besonders stark ausgelegt oder mit Zusatzverstärkern versehen. Mit der Einführung der Transistortechnik gegen Ende der Musiktruhen-Ära stiegen die Niederfrequenz-Leistungen weiter an, auf über 30 Watt, bei einem Klirrfaktor von unter 2 %, damit hielt der High Fidelity Standard Einzug in Musiktruhen.
Die Radio-Fernseh-Kombinationen, von Steinführ als „Schlachtschiffe“ bezeichnet, gehörten zu den hochpreisigen Geräten. Sie verfügten mitunter über ein Vitrinenteil, eine Hausbar und, falls zusätzlich mit Plattenspieler und Tonbandgerät ausgestattet, ggf. ein Fach für einen Plattenständer oder ein herausziehbares Fach für Tonband-Spulen.

## Design
Musiktruhen gehörten zu den Prestigeobjekten, mit denen man zeigte, was man besaß. Ihr Aussehen orientierte sich am wechselnden Geschmack für Wohnungseinrichtungen, wobei ihr Äußeres nicht zwangsläufig ihrer technischen Ausstattung entsprach. In den fünfziger Jahren wiesen sie den damals üblichen barocken Stil auf, der in den sechziger Jahren „von eher sachlich gestalteten Möbeln abgelöst“ wurde. Es gab Musiktruhen im Stil des sogenannten Gelsenkirchener Barocks, manche waren aus Eiche im Altdeutschen Stil und andere dem Stil des Kunsttischlers Thomas Chippendale nachempfunden. Einige Hersteller lehnten das Design ihrer Produkte an den Bauhaus-Stil an. Nicht immer passte die Musiktruhe zur sonstigen Einrichtung, Stilbruch war nicht unüblich.

## Galerie (Auswahl)

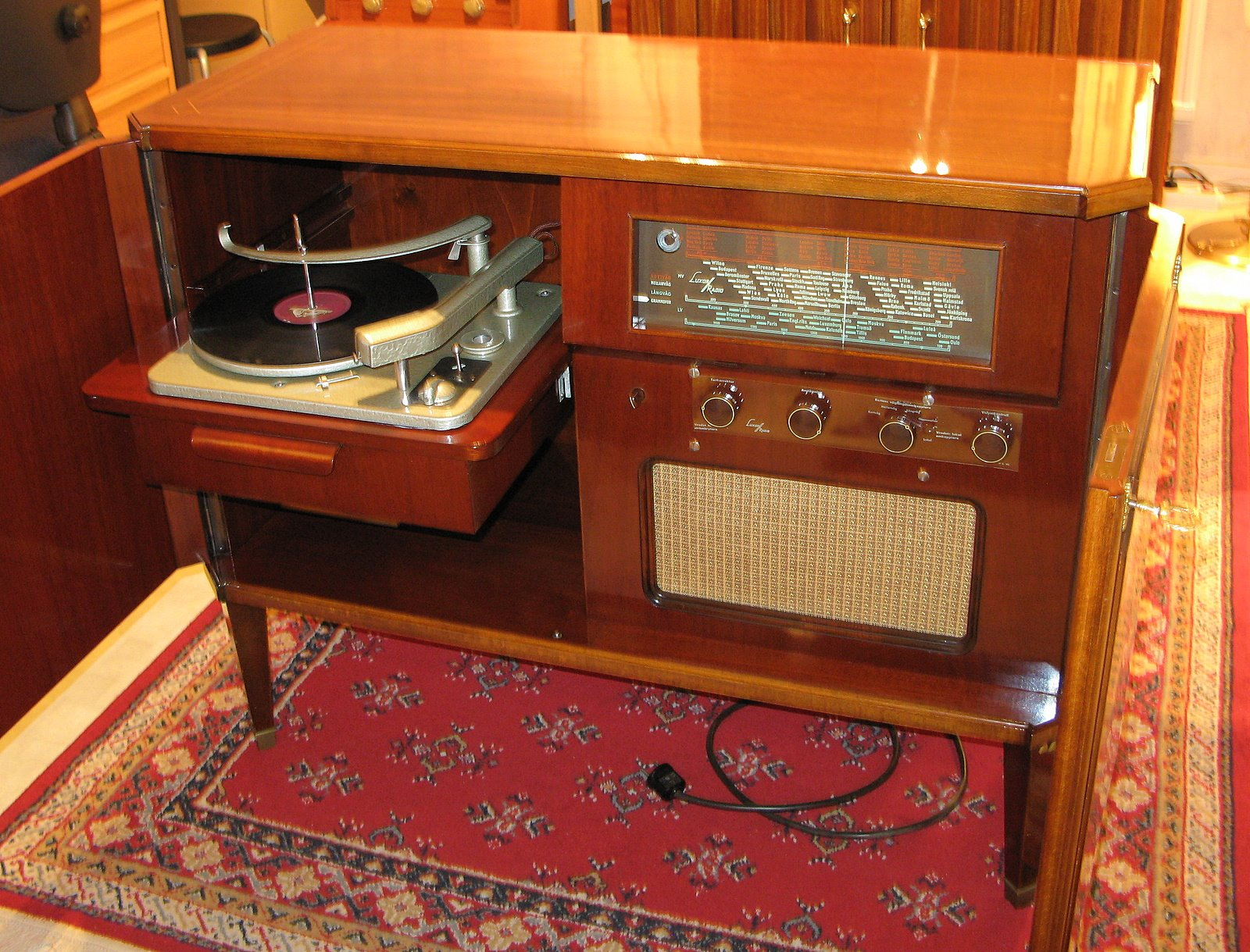
Musiktruhe Luxor-empire (1948)
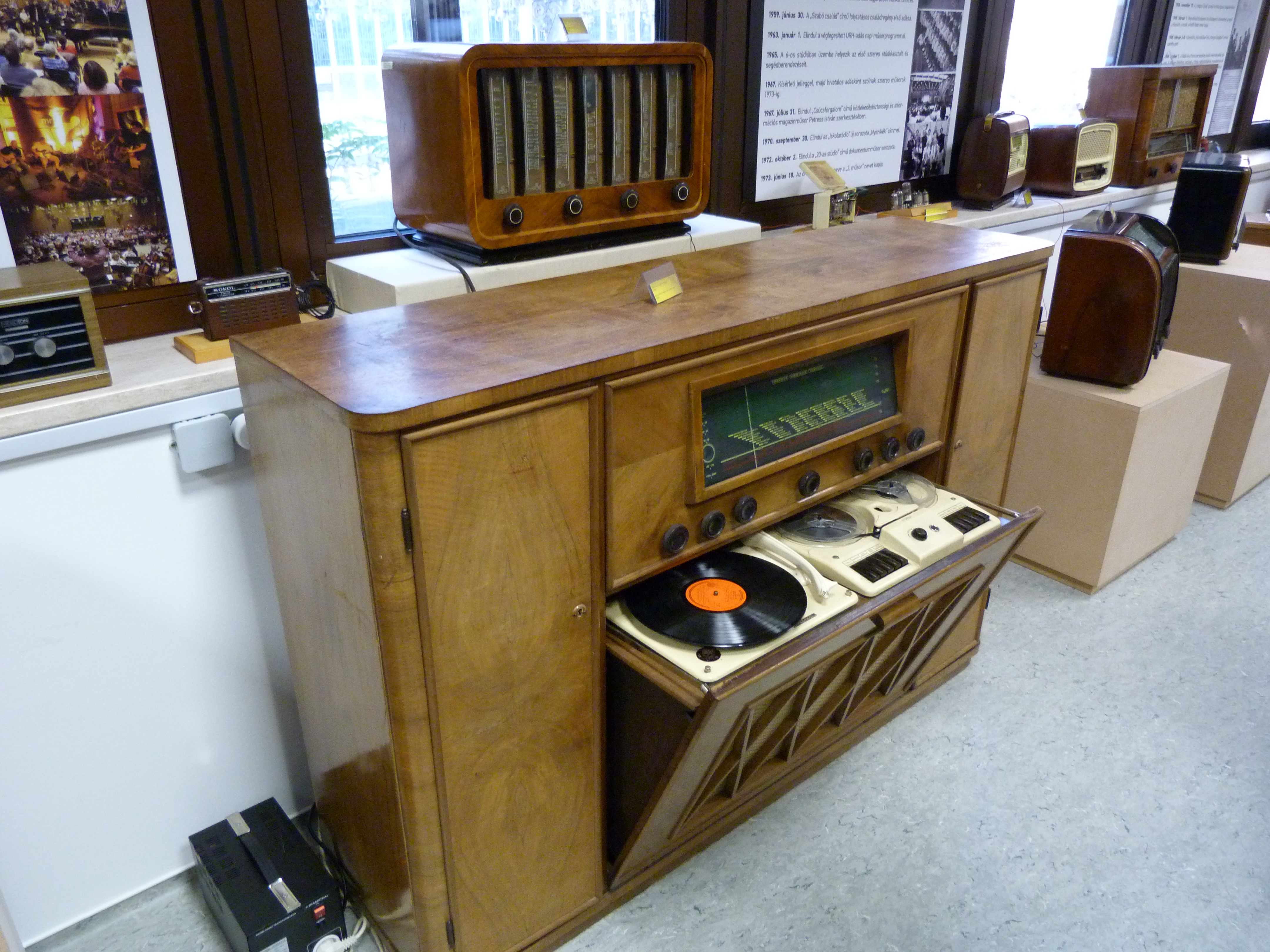
Zenegép VMG5516-02 (1955) im Radio- und Fernsehmuseum Budapest
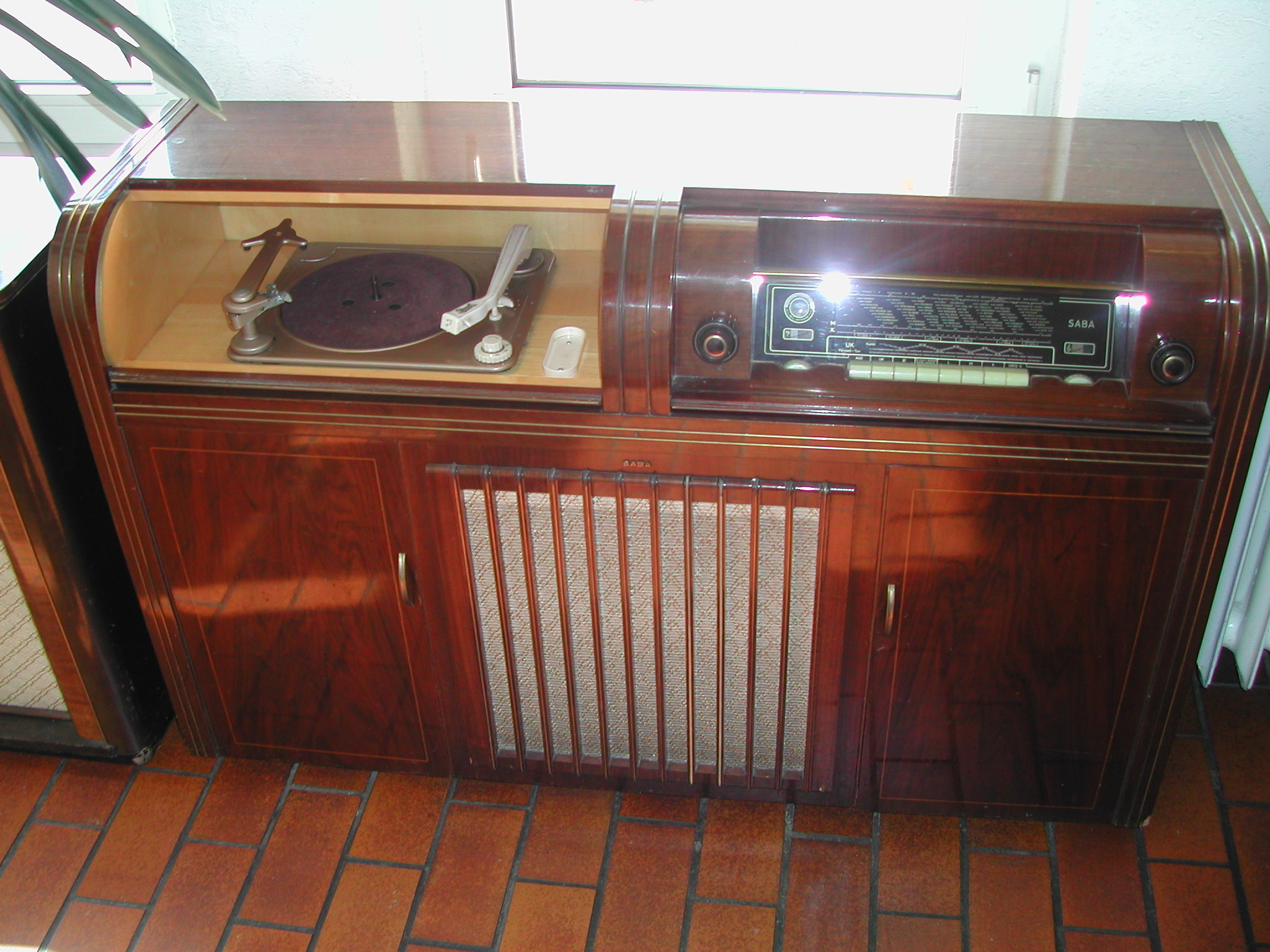
SABA-Konzertschrank
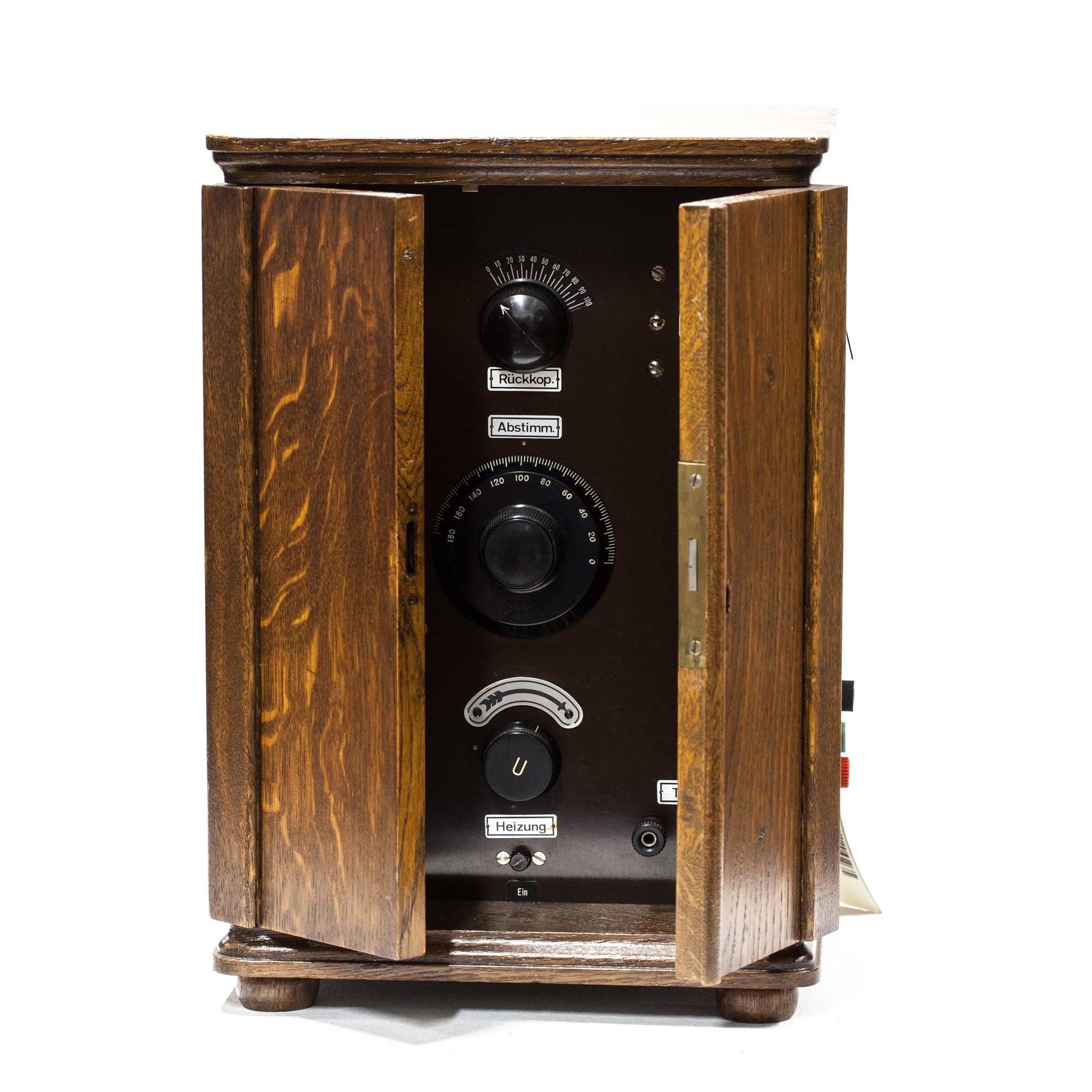
DR-Rundfunkempfänger (1924)
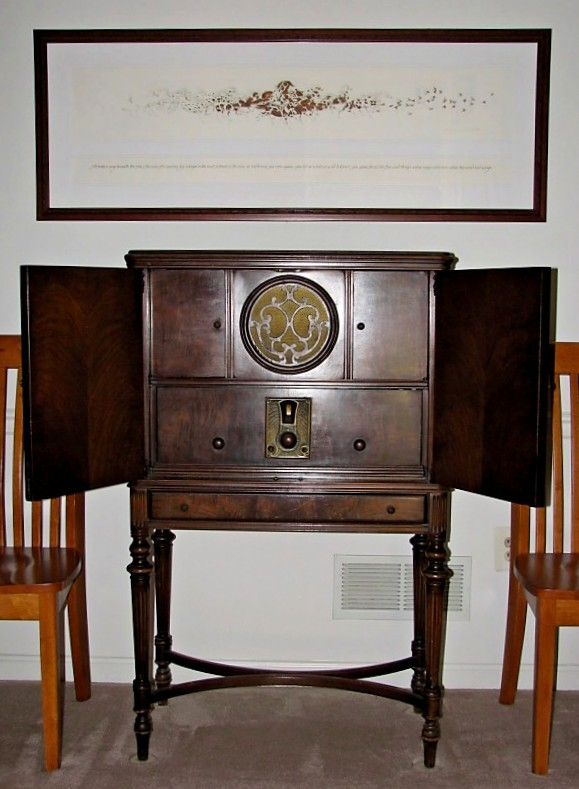
Philco Highboy Console, Model 86 (1929)
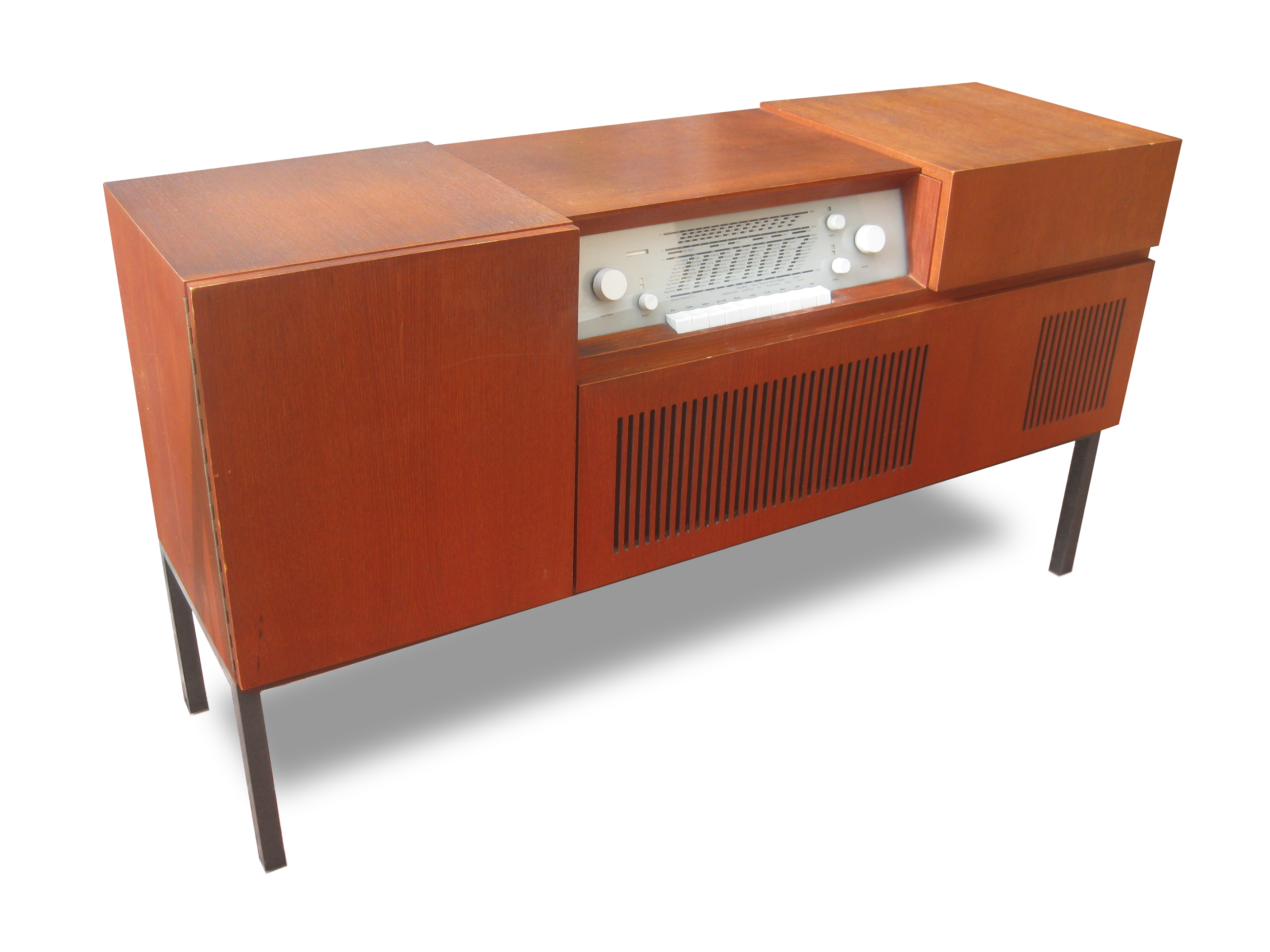
Braun-Musikschrank Typ HM 6-81
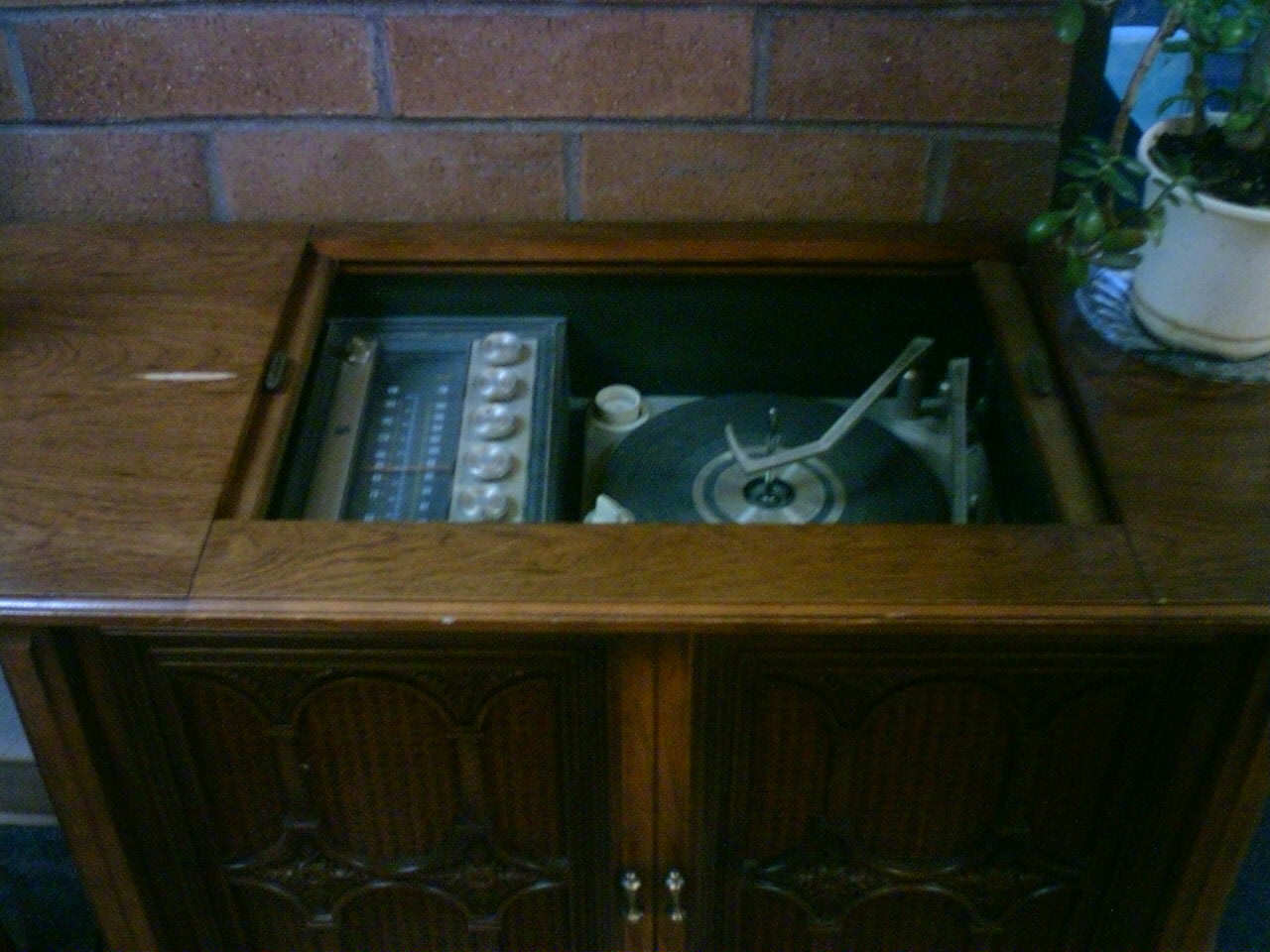
Radio und Plattenspieler, Toploader (ca. 1961)
Kuba-Musiktruhe Dominante